# Коса (филм)
Коса (енгл. Hair) је амерички филм из 1979. године заснован на истоименом бродвејском мјузиклу из 1968. године. Ово остварење вишеструко награђиваног режисера Милоша Формана јесте омаж социо-политичком конфликту који је постојао у САД у знак протеста услед рата у Вијетнаму. Филм на сатиричан начин представља конзервативне принципе функционисања америчког друштва и америчке породице.
Он говори о младом Американцу са средњег запада који је регрутован за рат у Вијетнаму. По доласку у Њујорк, он упознаје групу младих хипика који постају његови пријатељи. Они га упознају са својим нетипичним начином живота, али првенствено са филозофијом мира и љубави, као и отпора према насиљу.

## Радња филма
Радња филма смештена је у 60-те године 20. века када Клод Хупер Буковски (Џон Севиџ) из Оклахоме долази у Њујорк, мало пре свог придруживања америчкој војсци, а онда и одласка у Вијетнамски рат. Решен да упозна Њујорк и обиђе знаменитости, у једном парку наилази на групу хипика предвођених Џорџом Бергером (Трит Вилијамс). Ухвативши галопирајућег коња, Клод показује своје јахачке способности групи хипика, али и лепој девојци из високог друштва, Шили Френклин (Беверли Д'Анђело). Након тога Клод одлази са Бергеровом групом чији чланови су решили да му покажу Њујорк из једне сасвим другачије перспективе.
Упознали су га са сасвим неуобичајеним начином живота, оним који се супротставља свим конзервативним нормама које друштво прописује. Био је то живот без сталног дома, сигурности и живот у коме влада слободна љубав. Такав начин живота употпуњује и конзумирање опијата. Делић искуства хипи културе код Клода је изазвало преиспитивање сопствених вредности.
Једно јутро Клод случајно налази исечак папира и препознаје мистериозну девојку из парка која му се допала. Тада сазнаје да се у њеној породичној кући организује забава. Читава група, у којој су, поред Бергера и Клода, били Лајфајет (Дорси Рајт), Џени (Ени Голден) и Вуф (Дони Даку), одлучује да без икаквог позива уђе на раскошну забаву богатих Шилиних родитеља. Најупечатљивији моменат, праћен познатом песмом "I Got Life", јесте чувени Бергеров плес на столу током вечере богаташа. Он је јасно указивао на контрасте који постоје у америчком друштву, дух побуне и жеље за слободом.
Услед недоличног понашања, чланови групе бивају ухапшени. Како нису имали довољно новца да плате кауцију за све, Бергер је, уз помоћ нешто Клодовог новца, успео да изађе из затвора, уз обећање да ће наћи начина да ослободи и своје пријатеље. За то време, у затвору Вуф одбија да му ошишају дугу косу, што је увертира за насловну нумеру филма - "Коса". Првобитно је покушао да Шилу, која је потајно изражавала симпатије према младим хипицима, убеди да потражи новац од свог оца како би их ослободио. Како му то није пошло за руком, обратио се својој мајци. Она му је дала потребан новац, те је дружина поново била на окупу.
По окупљању, група хипика са Клодом наставља да проживљава авантуре у Њујорку, у складу са хипицима својственом начину живота. Шила је, попут Клода, била наведена да преиспита своје вредности. Клодов одлазак на припреме у Невади се ближио. Џени, која је у међувремену затруднела предложила је Клоду да је ожени и тако избегне одлазак у рат. Иако пред тешком одлуком, Колд ипак одлучује да настави започети пут, те одлази на војну припрему.
Након што је Клод писао Шили писма из војног кампа, она одлучује да потражи Бергера и осталу дружину. Заједно одлучују да посете Клода, те узимају ауто Шилиног брата и одлазе ка Невади. У међувремену се појављује Лафајетова вереница са њиховим сином, која га моли да се врати дому и породици. Лафајет бива огорчен јер сматра да његова вереница не разуме његове побуде и хипи начин живота.
Улазак у камп у коме је Клод био смештен је био немогућ, али они прибегавају лукавству. Наиме, Бергер је нашао начина да се преруши и уђе у камп. Тамо успева да пронађе Клода и мења се са њим. Клод се тако искраде из кампа и проведе време са својим пријатељима, пре него што коначно оде у Вијетнам.
За то време, барака у којој је Клод смештен бива следећа на реду за мобилизацију, укрцавање у авион и одлазак у Вијетнам. Бергер који се тамо нашао уместо Клода био је сасвим збуњен, али је морао да се са осталим војницима запути ка авиону. Клод, коме је тамо било место, покушао је да се укрца уместо Бергера, али није успео да стигне на време.
Последња сцена филма приказује Бергеров гроб окружен пријатељима, само неколико месеци након његовог одласка у Вијетнам. Сцена је праћена песмом "Let the Sunshine In".

## Разлике између мјузикла и филма
Радња филма и бројне нумере којима је праћен, у великој мери се разликује од оригиналне верзије мјузикла, због чега аутори нису били задовољни филмском адаптацијом.

### Радња филма
- Према мјузиклу, Клод је живео у стану у Њујорку са групом хипи пријатеља и заједно са њима живео живот који подразумева слободну љубав, конзумирање опијата и супротстављање друштвеним нормама. На крају ипак одлази у Вијетнамски рат. Међутим, у филму Клод долази у Њујорк као наиван младић који упознаје групу хипика и почиње да се упознаје са њиховим начином живота[4]
- У мјузиклу, Шила је несумњиви женски предводник групе хипика којој је допадају и Бергер и Клод. У филму, она је девојка из високог друштвеног сталежа која се Клоду допала[4]
- У филму је највећи акценат био стављен на Бергера као апсолутног предводника хипи групе, који брине о свима. Велика измена у односу на оригиналну радњу односи се на грешку којом су Клод и Бергер заменили места, те је Бергер уместо њега отишао у Вијетнамски рат и тамо погинуо[4]
- У мјузиклу је највећи фокус на САД мировном покрету и љубавним везама међу члановима хипи групе, док је у филму акценат на догодовштинама хипика

### Музика
- У филму су изостављене песме "The Bed", "Dead End", "Oh Great God of Power", "I Believe in Love", "Going Down", "Air", "My Conviction", "Abie Baby", "Frank Mills" и "What a Piece of Work is Man" које су у постајале у мјузиклу[4]
- Неколико стихова из песме "Manchester, England" и мали део "Walking in Space" су у филму уклоњене
- МекДермот је написао нову песму за филм, "Somebody to Love"
- Још једна од промена које се појављују у филму јесте да је музичка подлога обогаћена већим бројем инструмената[5]

## Одјек филма
У периоду свог настанка, филм је наишао на одличне критике. Оцене на познатом веб сајту Rotten Tomatoes показују да и данас филм наилази на позитивне реакције гледалаца. Филмски критичар Винсент Канби је у интервјуу у Њујорк тајмсу изјавио да је филм учинио причу забавнијом, да је глумцима дао простора да на најбољи начин дочарају своје ликове, те филм представља ужитак. Френк Рич је за филм рекао: "Ако је неки филм икада изгледао осуђено на пропаст, то је био тај" (мислећи на недостатке мјузикла на коме је филм заснован, али и недостатак Формановог искуства у раду на том специфичном филмском жанру), али упркос свим препрекама, филм Коса је доживео успех на свим нивоима: у домену забаве, драме, спектакла, али и провокативног проматрања друштва. Он је достигао своје циљеве придржавајући се правила америчке музичке комедије: непрекинуте мешавине дијалога, песме и плеса ради постизања ефекта узбуђења..."

## Награде и признања
Филм је приказан изван такмичарског дела на Канском фестивалу 1979. године.
На 37. награди Златни глобус, филм је номинован за најбољи филм - мјузикл или комедију, а Трит Вилијамс је номинован за Звезду године у категорији глумаца. Филм је такође номинован за Награду за најбољи страни филм од стране Награда Сезар 1980. године, али је изгубио од филма Менхетн Вуди Алена.
Филм је признат од стране Америчког филмског института:
- 2004: 100 година АФИ-ја... 100 песама
- "Aquarius" – #33[10]
- 2006: AФИ листа најбољих музичких филмова